# Китаакита (уезд)
Китаакита (яп. 北秋田郡 Китаакита-гун) уезд расположен в префектуре Акита, Япония.
По оценкам на 1 апреля 2017 года, население составляет 2262 человека, площадь 256,72 км ², плотность 8,81 человек / км ².

## Посёлки и сёла
- Камикоани